# Triade palmyrénienne

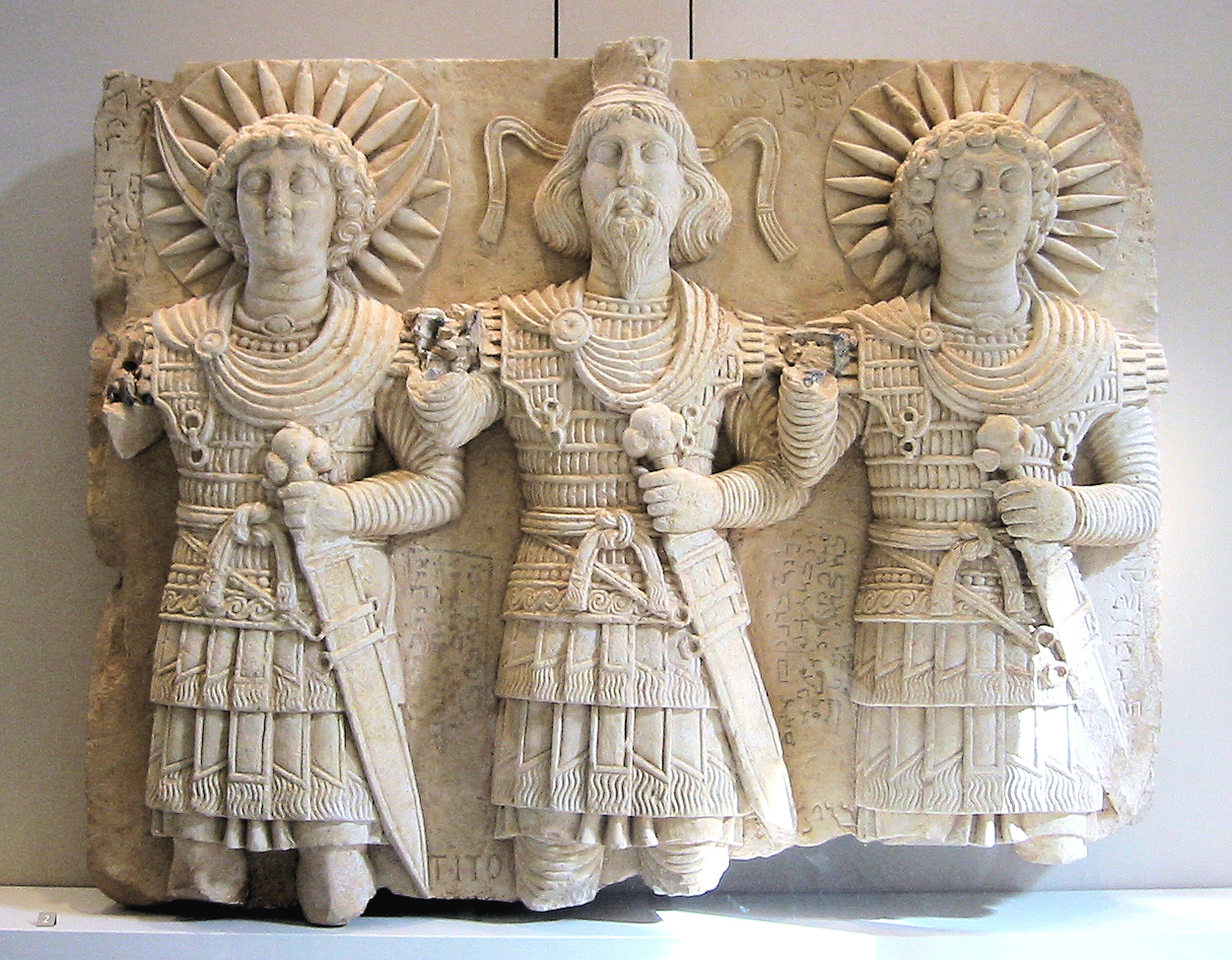
Vue du bas-relief du Louvre. AO 19801, acquis en 1945.

La triade palmyrénienne est un bas-relief de calcaire du Ier siècle, conservé aux antiquités orientales du musée du Louvre (aile Sully, r-d-c, salle 23). Cette pièce majeure originaire du site archéologique de Palmyre a été trouvée près de Bir Ouereb, dans le Ouadi Miyah. Elle mesure 60 cm de hauteur, 72 cm de largeur et 7 cm d'épaisseur. Elle comporte des inscriptions de pèlerins plus tardives.

## Description
Elle représente trois dieux palmyréniens vêtus en princes parthes avec une fibule retenant leur cape de soldat romain : Aglibôl, Baalshamin et Malakbêl. Le personnage central, barbu, est Baalshamin - ou le Seigneur d'En-Haut - qui est en fait la projection sur terre du dieu Mithra, dont le culte rapporté d'Orient à Rome par les légions romaines était très vivace dans une grande partie de l'Empire romain et du Proche-Orient antique, avec ses liturgies initiatiques et la communion du vin (symbolisant le sang du taureau sacrifié) et du pain sous forme d'hostie, comme dans le christianisme naissant. Les trois personnages saluent à la manière parthe, la paume de la main droite ouverte en avant, dans un geste de bénédiction. Ils portent un sabre long à la ceinture et une cotte dans le style des princes arsacides.
Baalshamin au centre est coiffé du corymbe, symbole de sa dignité royale ; à Hatra, il était appelé Assour-Bêl et représentait le Sud du Ciel. Ses acolytes glabres et bouclés (dénotant une certaine influence hellénistique), à gauche nimbé de la lune et à droite, du soleil, figurent aussi les deux bras sur terre du Seigneur d'En-Haut. Ce sont d'anciennes divinités palmyréniennes. Le fait que l'un soit coiffé du disque de la lune et que l'autre arbore le disque solaire entourant Baalshamin signifient qu'ils sont porteurs du symbole astral d'éternité. Ainsi dans tout l'Empire, les allégories de l'aurore et du crépuscule, ou bien du soleil et de la lune encadraient un être à qui l'éternité était promise.

## Interprétation
La triade représentée est un dédoublement de la triade primitive de Baal-Yahhibôl-Aglibôl, auquel un temple a été dédié un siècle auparavant. Désormais, c'est cette nouvelle triade qui prime avec la figuration des deux frères soldats que l'on représentera souvent main dans la main.
Ce bas-relief est une preuve supplémentaire de l'influence à cette époque des Parthes, qui régnaient en Perse de Ctésiphon, en Syrie romaine et jusqu'en Asie mineure. Le culte de leurs divinités était très répandu dans les populations, surtout des classes inférieures de l'Orient romain et pas seulement de l'autre côté de la frontière de l'Euphrate. Palmyre était un carrefour commercial majeur avec ses caravanes reliant l'Orient.